# Erin Morgenstern

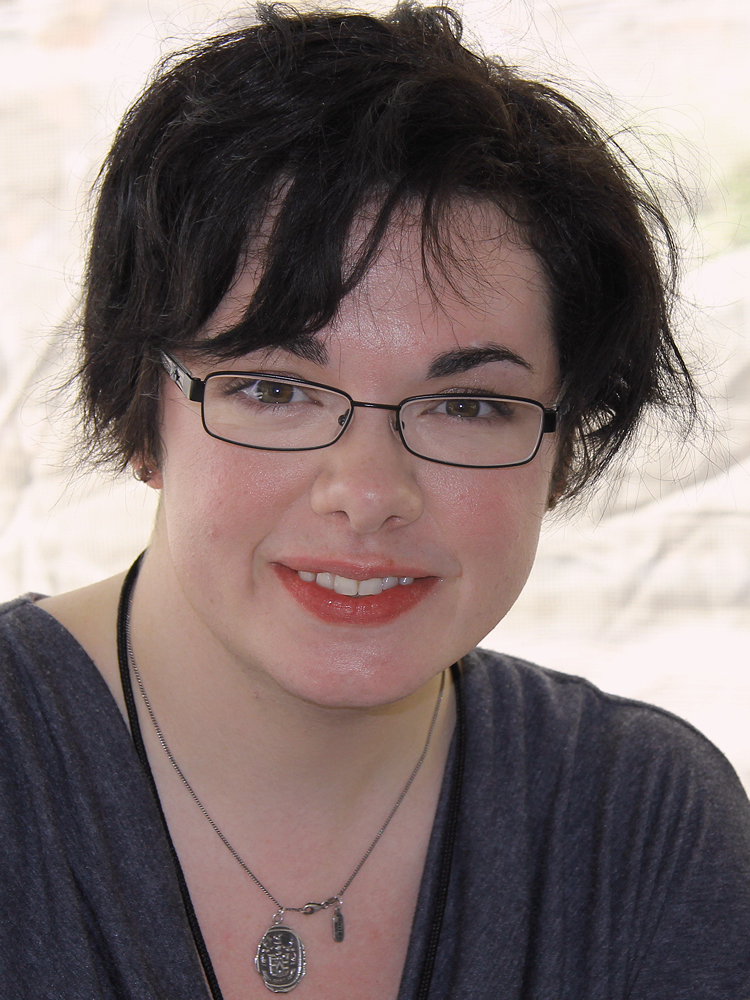
Erin Morgenstern, 2011

Erin Morgenstern (* 8. Juli 1978) ist eine US-amerikanische Autorin. Ihr Erstlingswerk The Night Circus konnte sich auf Platz 2 der Bestsellerliste der New York Times platzieren.

## Leben
Morgenstern wuchs in Marshfield (Massachusetts) auf und studierte Kunst- und Theaterwissenschaft am Smith College in Northampton, wo sie 2000 ihren Abschluss machte. Sie lebt momentan in Manhattan.
Neben der Schriftstellerei malt sie, von ihr stammt z. B. ein schwarz-weißes Tarotdeck. Ihr erster Roman The Night Circus erschien 2011 bei Doubleday, die deutsche Übersetzung von Brigitte Jakobeit wurde 2012 vom Ullstein-Verlag veröffentlicht.

## Der Nachtzirkus
Der Nachtzirkus ist eine romantische Fantasy-Erzählung. Sie spielt sich hauptsächlich in der Zeit um die Wende vom 19. zum 20. Jahrhundert ab.

### Handlung
Zwei Magier wetteifern schon seit Jahrhunderten gegeneinander. Jeder will den jeweils anderen von der Überlegenheit seines Systems überzeugen. Die Auseinandersetzungen werden von ihren Schülern durch Kämpfe auf Leben und Tod ausgetragen. In der aktuellen Runde schickt der skrupellose Hector seine Tochter Celia gegen Alexanders Schüler Marco ins Rennen. Austragungsort der Auseinandersetzung ist der titelgebende Nachtzirkus, der zu diesem Zweck geschaffen wird.
Statt sich jedoch mit ihren Fähigkeiten gegenseitig zu übertrumpfen, entwickeln die beiden Protagonisten ein Gefühl für ihren jeweiligen Gegenpart und schaffen Attraktionen, die sich ergänzen oder harmonisch kontrastieren. Beide erkennen, dass ihre Verbindung mehr ist als die Verpflichtung zum Kampf. Dazu spüren sie, dass sie auch eine Verantwortung für die Mitglieder des Nachtzirkus haben. So suchen sie eine Lösung sowohl für die Erfüllung ihrer Liebe als auch für das Fortbestehen des Nachtzirkus. Dabei sind sie auf die Hilfe anderer angewiesen, deren Verhalten sie aber nicht magisch beeinflussen, weil sie deren Freiheit der Entscheidung erhalten wollen.

## Das Sternenlose Meer
Morgensterns zweiter Roman erschien 2019. Es ist eine fantasievolle Geschichte, die Themen wie romantische Liebe, als auch die Liebe zu Geschichten, Schicksal und Abenteuer anschneidet.

### Handlung
Zachary Ezra Rawlins ist Student im Master, als er ein geheimnisvolles Buch in seiner Universitätsbibliothek entdeckt. Wie kann es sein das dieses Buch von Geschichten seines eigenen Lebens erzählt? Es lockt ihn in eine verborgene Unterwelt – das Sternenlose Meer. In dieser magischen Welt trifft Zachary auf eine Vielzahl einzigartiger Charaktere und begibt sich auf das Abenteuer, die Geheimnisse dieses rätselhaften Ortes, als auch sein eigenes Schicksal zu enthüllen.

## Auszeichnungen
Der Nachtzirkus wurde mit den Alex Awards der American Library Association ausgezeichnet. Das Buch war außerdem für den Guardian First Book Award 2011 nominiert.
Das Sternenlose Meer  gewann 2020 den „Dragon Award for Best Fantasy“ und wurde nominiert für den „Locus Award for Best Fantasy Novel“ (2020), als auch für den „Goodreads Choice Award for Fantasy“ (2019).